# Nezamayevskaya
Nezamayevskaya (del ruso: Незамаевская) es una stanitsa del raión de Pávlovskaya del krai de Krasnodar, en Rusia. Está situada a orillas del río Yeya, 36 km al este de Pávlovskaya y 159 km al nordeste de Krasnodar, la capital del krai. Tenía 2 744 habitantes en 2010
Es cabeza del municipio Nezamayevskoye

## Historia
La localidad fue fundada en 1794 como uno de los primeros cuarenta asentamientos (kuren) de los cosacos del Mar Negro en el Kubán. Su nombre deriva del de un asentamiento del Sich. Durante el Imperio ruso perteneció al otdel de Yeisk del óblast de Kubán. A principios del siglo XX tenía 9 525 habitantes. La localidad se convirtió en centro de una región agrícola. En 1918, el párroco local Ioann Prigorovski murió a manos del Ejército Rojo y sería canonizado por la iglesia ortodoxa rusa en el año 2000. Entre 1934 y 1941, ya bajo el gobierno de la Unión Soviética, la stanitsa fue designada centro administrativo del raión de Nezamayevskaya.